# Endopatía
Endopatía (del prefijo endo-, hacia adentro, y pathos, sufrimiento o sentimiento) es la traducción habitual del concepto estético y filosófico proveniente del alemán einfühlung, fusión de visión y sentimiento que tiene lugar al proyectar el sujeto sus sentimientos sobre el objeto intuido. También puede traducirse como empatía o simpatía estética, o incluso proyección sentimental. Es propio del romanticismo.

## Teoría deeinfühlung
El estudio de las preferencias subjetivas hacia las formas era uno de los frentes de la estética experimental y de él se obtuvieron importantes conclusiones como las estadísticas elaboradas por Fechner. Las tesis de la teoría de einfühlung se fundamentan en primer lugar en la noción del concepto de sentimiento, entendido unívocamente, pues sus diferentes tipos de manifestación, placer, dolor, no son más que tonalidades de una única realidad. El sentimiento es concebido por la einfühlung como una acción espiritual absolutamente libre en tanto que se rige y corrige sólo internamente, sin necesidad de comportarse de acuerdo a unas reglas como sucede en el pensamiento lógico. El sentimiento toma las formas exteriores como símbolos de la propia vida, de ahí que la extrema libertad sentimental sea crucial para favorecer la empatía pues permite equiparar la multiplicidad del mundo con la diversidad del yo. En esta correspondencia el sentimiento deviene un acto de comprensión y de introspección, pero ante todo convierte a la actividad perceptiva general en experiencia estética, en goce ante el objeto por transferencia de los sentimientos subjetivos.
Para la einfühlung, la empatía se presenta como un esquema psicológico de la creación artística, según el cual lo esencial de la obra no es el motivo ni el tema sino el propio artista y su vida espiritual, su expresión mediante la proyección sobre las formas del mundo. Así pues se trata de una concepción del arte como expresión.
Algunos de los movimientos unidos a esta teoría son Art Nouveau o Modernismo, Jugendstil o Expresionismo alemán. Sus autores teóricos más relevantes son Friedrich Theodor Vischer, Theodor Lipps, Johannes Volket o Wilhelm Worringer.